# Cogollo del Cengio
Cogollo del Cengio – miejscowość i gmina we Włoszech, w regionie Wenecja Euganejska, w prowincji Vicenza.
Według danych na rok 2004 gminę zamieszkiwało 3314 osób, 92,1 os./km².